# Calephelis tikal
Calephelis tikal is een vlindersoort uit de familie van de prachtvlinders (Riodinidae), onderfamilie Riodininae.
Calephelis tikal werd in 1993 beschreven door Austin.